# Waterlandse Unie

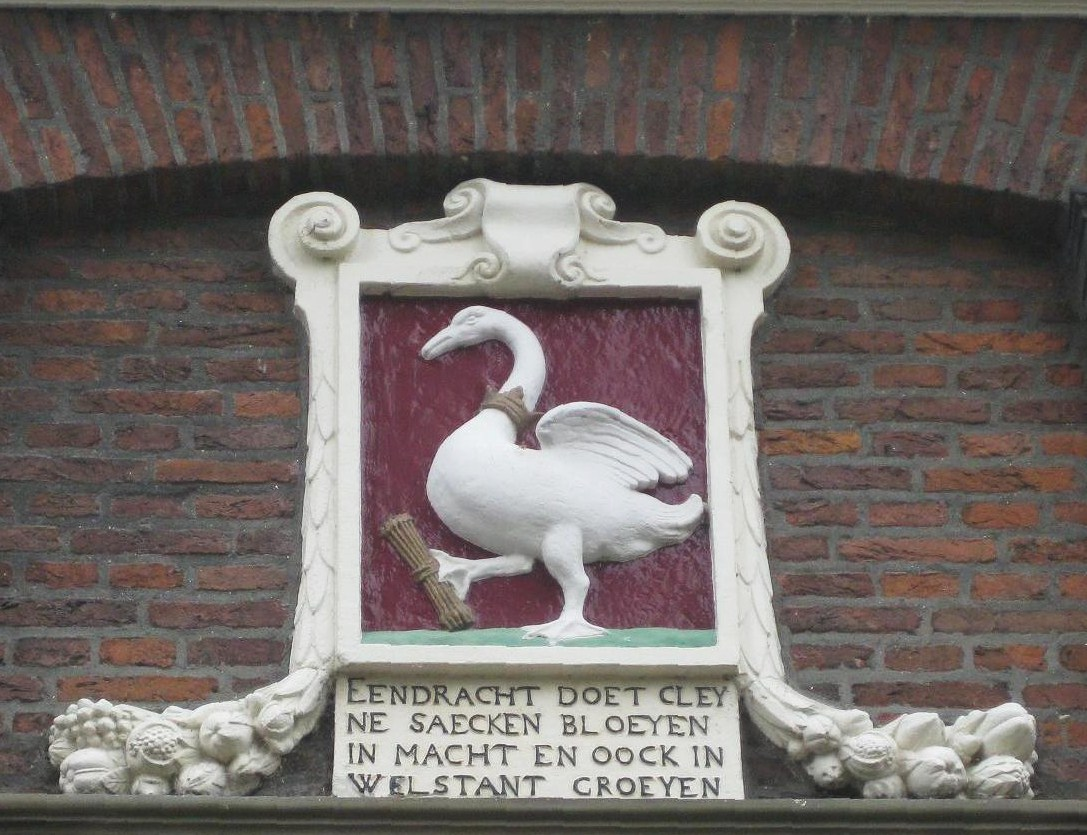
Gevelsteen van de Unie van Waterland op het voormalig raadhuis van Ransdorp.

Wapen van Ransdorp uit 1651. De zes pijlen vertegenwoordigen de zes dorpen van de Waterlandse Unie.

De Waterlandse Unie of Unie van Waterland (1619-1811) is een historisch samenwerkingsverband tussen zes dorpen in Waterland in Nederland.
De toenemende bemoeienis van de grafelijke overheid met het plattelandsbestuur leidde ertoe dat zes dorpen in Waterland in 1619 een 'contract van unie' aangingen, dat elke tien jaar diende te worden vernieuwd. Zo stond men sterker bij het bewaken van de verworven rechten en privileges tegen onder andere de grafelijke baljuw te Monnickendam. De Unie formaliseerde zo een al langer bestaande samenwerking bij bijvoorbeeld het aanspannen van processen tegen de baljuw en zijn schouten.
Tot de Unie traden toe de zes hoofddorpen van de verschillende bannen van de gouw Waterland: Broek in Waterland, Landsmeer, Ransdorp, Schellingwoude, Zuiderwoude en Zunderdorp. Indirect vertegenwoordigd waren daarmee de dorpen Buiksloot (via Schellingwoude), Durgerdam (Ransdorp én Schellingwoude), Holysloot (via Ransdorp), Nieuwendam (via Zunderdorp), Uitdam (Zuiderwoude) en Watergang (Landsmeer).
De Unie kende geen functionarissen noch een ambtelijk apparaat. Jaarlijks vergaderde zij beurtelings in een van de hoofddorpen. De dorpen zonden dan elk twee afgevaardigden, meestal een burgemeester. Van het raadhuis van Ransdorp (1652) wordt gezegd dat het voor de vergaderingen van de Unie is gebouwd. Op de gevel vindt men het wapen van de Unie: een goud gehalsbande zwaan, met gebundeld in zijn vooruitgestoken poot een aantal pijlen, die de aangesloten dorpen symboliseren. Daaronder het motto "Eendracht doet cleyne saecken bloeyen in macht en oock in welstant groeyen”.
Dezelfde zwaan siert het wapen van het Hoogheemraadschap Waterland, maar dan met negen pijlen, aangezien daarin ook Purmerend, Purmerland en Monnickendam waren vertegenwoordigd.
In 1731 kochten de zes dorpen van de Staten van Holland en West-Friesland het recht van ambachtsheerlijkheid van het gebied, en verwierven zo de bevoegdheid om zelf bestuurders te benoemen.
De Unie werd voor het laatst verlengd in 1806, in het raadhuis te Ransdorp. De laatste vergadering vond plaats op 27 december 1811 in Landsmeer.